# الحلف الثلاثي (لبنان)
الحلف الثلاثي، تحالف سياسي شكل سنة 1968 بين الأحزاب المسيحية الثلاث الكبرى في لبنان، وهي حزب الكتائب بقيادة الشيخ بيار الجميل وحزب الوطنيين الأحرار بقيادة الرئيس كميل شمعون، والكتلة الوطنية بقيادة العميد ريمون إده. جاء التحالف لمواجهة النهج الشهابي، وكردة فعل لظهور منظمة التحرير الفلسطينية كعامل مؤثر على الساحة اللبنانية وفي ظروف تداعيات حرب الأيام الستة. أنهى انتصار الحلف في انتخابات 1968 الأغلبية الشهابية في المجلس النيابي وكان عاملا حاسما في وصول سليمان فرنجية إلى رئاسة الجمهورية وتحجيم دور المكتب الثاني في الحياة السياسية اللبنانية.

## تشكيل الحلف
جاءت فكرة الحلف في اجتماع في 23 مارس 1967 في منزل القيادي في حزب الأحرار كاظم الخليل،
وأعلن عنه رسميا في 22 فبراير 1968  قبيل الانتخابات النيابية اللبنانية المقررة في 24 مارس التالي.
وقد اتفقت الأحزاب الثلاث، المتنافسة عادة، على تقديم لوائح مشتركة وعلى أن:
- يختار حزب الكتائب مرشحي الحلف في دائرة بيروت الأولى وعلى رأسها الشيخ بيار الجميّل.[2]
- يختار حزب الوطنيين الأحرار مرشحي الحلف في دائرة الشوف برئاسة كميل شمعون.
- يختار حزب الكتلة الوطنية مرشحي الحلف في دائرة جبيل برئاسة ريمون إده.

نص الاتفاق: 
| ” | - 1 ــ تمّ الاتفاق بيننا نحن الأحزاب الثلاثة على توزيع المراكز الانتخابية في المناطق المذكورة آنفاَ. - 2 ــ المراكز التي لم يُقرّر مصيرها نهائياً يُتفق عليها في ما بعد. - 3 ــ لكل حزب حق مطلق في ترشيح مَن يشاء في المركز المخصص له، وليس لأحد حق الاعتراض عليه أو طلب استبداله. - 4 ــ على كل حزب أن يؤيد مرشّحي الحزب الآخر الذي ترك له حق تسمية مرشّحه بالاستقلال. - 5 ــ يفرض على الأحزاب الثلاثة التعاون في ما بينهم بكل إخلاص وفي كل المناطق والمجالات الانتخابية، باعتبار أن كل المرشّحين هم للأحزاب الثلاثة. - 6 ــ يبقى اتفاقنا هذا سرّاً بيننا، ولا يُعلن عنه إلّا قبيل الانتخابات وفي الوقت الذي نقرّره. - 7 ــ يبقى هذا الاتفاق محفوظاً في حوزة أحدنا كاظم الخليل. هذا ما اتفقنا عليه وتعاهدنا على تحقيقه بكل إمكاناتنا. | “ |

أما عن تقسيم الدوائر بين مرشحي الحلف فجاء في نص اتفاق:
| ” | - في دائرة الشوف: للرئيس شمعون أن يرشّح فيها مَن يريد. - في دائرة بيروت (منطقة الأشرفية): للشيخ بيار الجميّل أن يرشّح فيها مَن يريد. - في دائرة جبيل: للعميد ريمون إدّه ان يرشّح فيها مَن يريد. - في دائرة عاليه: يُكلف الرئيس شمعون الاتصال بالأمير مجيد أرسلان للاتفاق على المقعد الماروني والمقعد الأرثوذكسي. - في دائرة المتن الجنوبي: مرشّح كتلة وطنية، مرشّح كتائبي، مرشّح وطنيين أحرار، مرشّح درزي ومرشّح ماروني يتفق عليهما بين الأحزاب الثلاثة في ما بعد وقبيل الانتخابات. - في دائرة المتن الشمالي: مرشّح كتلة وطنية، مرشّح كتائبي، مرشّح وطنيين أحرار، مرشّح أرثوذكسي ومرشّح أرمني يتفق عليهما بين الأحزاب الثلاثة في ما بعد وقبيل الانتخابات. - في دائرة كسروان: مرشّح كتلة وطنية، مرشّح كتائبي، مرشّح وطنيين أحرار، مرشّح ماروني يتفق عليه بين الأحزاب الثلاثة في ما بعد وقبيل الانتخابات. - في دائرة البترون: تترك حرّة ويُدرس وضعها في ما بعد. - في دائرة الزهراني: مرشّح كتائبي. - في دائرة زغرتا: مرشّح أحرار، مع محاولة إجراء حلف معه لمصلحة أحد مرشّحي الأحزاب الثلاثة. - في دائرة بشري: درس أوضاعها بين الأحزاب والاتفاق في ما بعد على تأييد بعض المرشّحين الذين نرى أن المصلحة توجب تأييدهم. - في دائرة جزين: مرشّح كتائبي. | “ |

أحدث الحلف لجنة متابعة وتنسيق متكونة من 8 أعضاء لصياغة برنامج مشترك قد ضمت اللجنة اثنين من الأحرار (فيليب الخازن وجوزف مغبغب) واثنين من الكتائب (إدمون رزق وجوزف شادر) واثنين من الكتلة (إميل سلهب وإدوار حنين) واثنين من المستقلين (نصري معلوف وبشير الأعور).

## نتائج الانتخابات
فاز مرشحو الحلف ب30 مقعدا (على 99 يضمه البرلمان) بالإضافة إلى 4 لحزب الطاشناق المتحالف معه في بيروت الأولى والمتن. اكتسح الحلف دوائر الجبل وفازت لوائحه كاملة في المتن وبعبدا وكسروان وجبيل (باستثناء الكتلوي اميل روحانا صقر الذي انهزم أمام الشهابي نجيب الخوري) والبترون وبيروت الأولى . تحصلت الأحزاب الثلاثة على رقم قياسي تحققه لأول مرة تاريخها في تاريخها: 9 مقاعد للكتائب و8 للأحرار  و6 للكتلة الوطنية و7 مستقلين.
مرشحو الحلف الفائزين
| العدد | اسم المرشح    | الحزب                 | الطائفة      | الدائرة        |
| ----- | ------------- | --------------------- | ------------ | -------------- |
| 1     | بيار الجميل   | حزب الكتائب           | ماروني       | بيروت الأولى   |
| 2     | سمير اسحق     | حزب الكتائب           | انجيلي       | بيروت الأولى   |
| 3     | جوزيف شادر    | حزب الكتائب           | أرمن كاثوليك | بيروت الأولى   |
| 4     | لويس أبو شرف  | حزب الكتائب           | ماروني       | كسروان         |
| 5     | موريس الجميّل  | حزب الكتائب           | ماروني       | المتن          |
| 6     | عبده صعب      | حزب الكتائب           | ماروني       | بعبدا          |
| 7     | جورج سعادة    | حزب الكتائب           | ماروني       | البترون        |
| 8     | جورج عقل      | حزب الكتائب           | ماروني       | زحلة           |
| 9     | إدمون رزق     | حزب الكتائب           | ماروني       | جزين           |
| 10    | كميل شمعون    | حزب الوطنيين الأحرار  | ماروني       | الشوف          |
| 11    | جوزيف مغبغب   | حزب الوطنيين الأحرار  | روم كاثوليك  | الشوف          |
| 12    | فيليب الخازن  | حزب الوطنيين الأحرار  | ماروني       | كسروان         |
| 13    | سليم لحود     | حزب الوطنيين الأحرار  | ماروني       | المتن          |
| 14    | محمود عمار    | حزب الوطنيين الأحرار  | شيعي         | بعبدا          |
| 15    | نديم نعيم     | حزب الوطنيين الأحرار  | ماروني       | بعبدا          |
| 16    | إميل مكرزل    | حزب الوطنيين الأحرار  | ماروني       | عاليه          |
| 17    | حبيب مطران    | حزب الوطنيين الأحرار  | روم كاثوليك  | بعلبك – الهرمل |
| 18    | ريمون إده     | الكتلة الوطنية        | ماروني       | جبيل           |
| 19    | أحمد إسبر     | الكتلة الوطنية        | شيعي         | جبيل           |
| 20    | نهاد بويز     | الكتلة الوطنية        | ماروني       | كسروان         |
| 21    | إميل سلهب     | الكتلة الوطنية        | ماروني       | المتن          |
| 22    | إدوار حنين    | الكتلة الوطنية        | ماروني       | بعبدا          |
| 23    | سايد عقل      | الكتلة الوطنية        | ماروني       | البترون        |
| 24    | أنطوان سعادة  | مستقل                 | ماروني       | كسروان         |
| 25    | ميشال المر    | مستقل                 | روم أرثوذكس  | المتن          |
| 26    | عصام الحجار   | مستقل                 | سني          | الشوف          |
| 27    | بشير الأعور   | مستقل مقرب من الأحرار | درزي         | بعبدا          |
| 28    | ميشال ساسين   | مستقل                 | روم أرثوذكس  | بيروت الأولى   |
| 29    | نصري معلوف    | مستقل                 | روم كاثوليك  | بيروت الأولى   |
| 30    | سمعان الدويهي | مستقل مقرب من الأحرار | ماروني       | زغرتا          |

## نتائج الحلف
لم يستمر التحالف طويلا فقد أدّى إمضاء اتفاقية القاهرة 1969 بين الحكومة اللبنانية ومنظمة التحرير, وموافقة الكتائب والأحرار عليه، إلى خروج الكتلة الوطنية من الحلف. رغم عدم استمراره طويلا شكّل التحالف حدثا مهما في تاريخ لبنان، إذ شكّل مقدمة لانتخاب رئيس غير شهابي في شخص سليمان فرنجية سنة 1970، ولتشكيل الجبهة اللبنانية سنة 1976.